# コロラドの急襲
『コロラドの急襲』（コロラドのきゅうしゅう、原題: The Outcast）は、1954年に公開されたウィリアム・ウィットニー監督によるアメリカ合衆国の西部劇映画である。出演はジョン・デレク、ジョーン・エバンス、キャサリン・マクロード。製作、配給はリパブリック・ピクチャーズである。 

## キャスト
| 役名                   | 俳優                     | 日本語吹替                                     |
| 役名                   | 俳優                     | 日本テレビ版                                   |
| ---------------------- | ------------------------ | ---------------------------------------------- |
| ジェット・コスグレイブ | ジョン・デレク           | 宮田光                                         |
| ジュディ               | ジョーン・エバンス       | 山東昭子                                       |
| リントン・コスグレイブ | ジム・デイヴィス         | 天津敏                                         |
| アリス                 | キャサリン・マクロード   | 本山可久子                                     |
| デュ―ド                | ボブ・スティール         | 大宮悌二                                       |
| プリンツ               | ジェームズ・ミリカン     | 大塚周夫                                       |
| キッド                 | ベン・クーパー           | 愛川欽也                                       |
| ブーン                 | スリム・ピケンズ         | 和久井節緒                                     |
| サム                   | ビル・ウォーカー (俳優)  | 若山弦蔵                                       |
| バナー夫人             | ナナ・ブライアント       | 河村久子                                       |
| ポルスン               | フランク・ファーガソン   | 和田啓                                         |
| カーリー               | ナチョ・ガリンド         | 雨森雅司                                       |
| デブリン弁護士         | テイラー・ホームズ       | 田村錦人                                       |
| バート                 | ハリー・ケリー・ジュニア | 木村幌                                         |
| 御者                   |                          | 小林修                                         |
| バーテンダー           |                          | 肝付兼太                                       |
| ウェラー               |                          | 家弓家正                                       |
| ジーク                 |                          | 青野武                                         |
| 男(1)                  |                          | 千葉耕市                                       |
| 男(2)                  |                          | 小池明義                                       |
| 男(3)                  |                          | 藤岡琢也                                       |
|                        |                          |                                                |
| 演出                   | 演出                     | 好川純                                         |
| 翻訳                   | 翻訳                     | 佐藤一公                                       |
| 効果                   |                          |                                                |
| 調整                   |                          |                                                |
| 制作                   | 制作                     | 東京プロモーション                             |
| 解説                   |                          |                                                |
| 初回放送               | 初回放送                 | 1964年7月12日 『日曜ロードショー』 20:00-21:26 |